# Litargus antennatus
Litargus antennatus es una especie de coleóptero de la familia Mycetophagidae.

## Distribución geográfica
Habita en Japón.